# Ich bin Energiesparer
Mit dem Slogan Ich bin Energiesparer hatte das Bundesministerium für Wirtschaft eine Marketingkampagne im Jahre 1980 gestartet, um in Deutschland die Bevölkerung zum Energiesparen aufzurufen. Es wurden dazu Broschüren und Aufkleber kostenlos verteilt, die in den 1980er Jahren in der öffentlichen Wahrnehmung präsent waren; da diese häufig als Autoaufkleber verwendet wurden. So wird heute noch im Rahmen von Energieeffizienz gerne der Slogan zitiert.